# Morvern

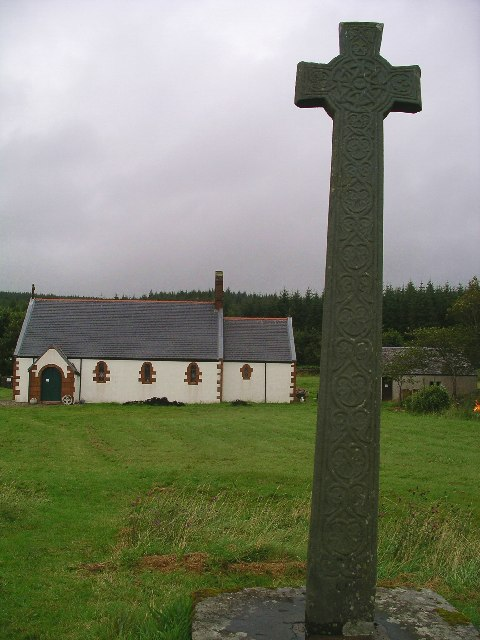
Kiel Church et la Croix de Morvern (Lochaline) ; Kiel est issu de Cille Choluimchille, église de saint Columba.

Le Morvern, en écossais A' Mhorbhairn, en français « Trou de mer », est une péninsule du Royaume-Uni située dans l'Ouest de l'Écosse, au sud-ouest de Lochaber. Son point culminant est le Creach Bheinn avec 850 mètres d'altitude, sa superficie est de 650 km2 pour une population d'environ 320 habitants.

## Histoire

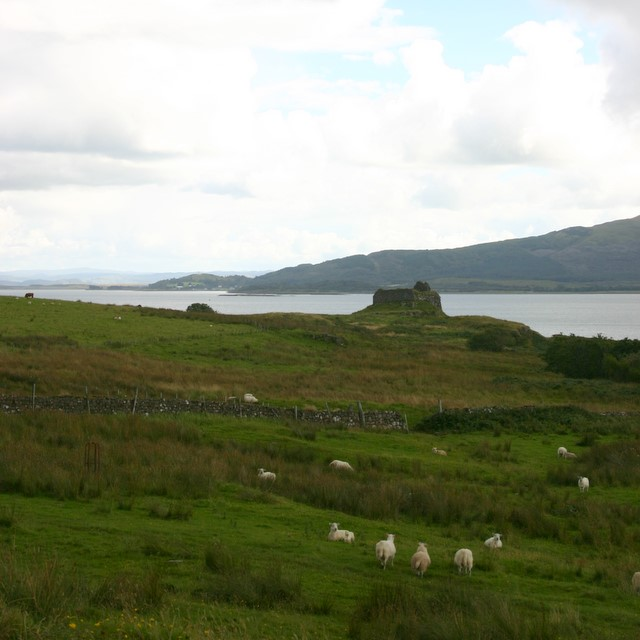
Le site où s'élevait le château d'Ardtornish, aujourd'hui en ruines.

### Moyen Âge
La péninsule de Morvern était autrefois connue sous le nom de Kinelvadon, que William J. Watson pense être issu du gaélique Cineal Bhaodain, les terres des Cenél Báetáin, une branche des Cenél Loairn nommée d'après Bàetàn, un arrière-petit-fils possible de Loarn mac Eirc. Le Senchus fer n-Alban affirme que « Baotan possède vingt maisons ».
Le château d'Ardtornish, aujourd'hui en ruines, appartenu d'abord aux Somerled au XIIe siècle, puis aux Seigneurs des Îles, comme le rappelle Sir Walter Scott dans un poème de ce nom. Le château de Kinlochaline a, lui, été  une époque le siège du clan MacInnes. Il a été en grande partie détruit par l'armée d'Oliver Cromwell et fut restauré en 1890.
Avant les Highland Clearances, la population de Morvern s'élevait à environ 2 500 habitants. Plus tard, certains habitants de Saint-Kilda ont été relogés à Lochaline, le principal village de Morvern, lorsque l'île a été évacuée en 1930.

### Époque récente
Des ferries au départ de Lochaline relient la péninsule à l'île de Mull.
À Rahoy se trouve un élevage de daims en partie financé par Highlands and Islands Enterprise. Le Morvern Community Development Company, trust de développement local fondé en 1999, vise à augmenter l'emploi, en particulier pour les jeunes, et à concrétiser un projet d'énergie éolienne.

### Sources
- Gaskell, Philip (1968) Morvern Transformed: A Highland Parish in the Nineteenth Century. Cambridge University Press.
- Maclean, Charles (1972) Island on the Edge of the World. Edinburgh. Canongate.
- Murray, W.H. (1977) The Companion Guide to the West Highlands of Scotland. London. Collins.

### Référence
- (en) Cet article est partiellement ou en totalité issu de l’article de Wikipédia en anglais intitulé « Morvern » (voir la liste des auteurs).